# Puente Internacional Tancredo Neves

El Puente Internacional Tancredo Neves, también conocido como Puente Internacional de la Fraternidad, es un puente que se encuentra situado sobre el río Iguazú, al comienzo de la ruta brasileña BR 469, uniendo las ciudades de Foz do Iguaçu (en Brasil) con Puerto Iguazú (en Argentina).

## Descripción
Fue inaugurado el 29 de noviembre de 1985 con el nombre de Puente Internacional Tancredo Neves, en honor al presidente electo Tancredo Neves, quien murió pocos días antes de asumir el cargo ese mismo año.
Posee dos direcciones para el tráfico y también dos zonas exclusivas para el paso de peatones, además de un complejo adicional de 2500 m² de superficie en cada lado, donde se encuentran los servicios de aduana, policía, sanitarios e información turística.
Con un acceso de 2 km por el lado brasileño y 3 km por el lado argentino, su extensión es de 489 m y tiene una luz libre de más de 220 m en su vano central, siendo único en su género en el mundo. Mide 16,50 metros de ancho y 72 metros de alto.
La superestructura de hormigón pretensado y altura variable, fue construida por voladizos sucesivos a partir de las pilas, que están fundadas en 20 pilotes de 1,8 m de diámetro empotrados 4 m en roca sana.

## Datos históricos
- 1972: firma de un Tratado de Intención entre Alejandro Lanusse (presidente de facto de Argentina) y Emílio Garrastazu Médici, (presidente de facto del Brasil), para la construcción del puente.
- 1979: reunión mantenida en Foz do Iguaçu por autoridades y empresarios de esta ciudad y Puerto Iguazú, con el objetivo de formar una comisión pro-constructora del puente.
- 1980: creación de la Comisión Mixta Brasileño-Argentina en la Ciudad de Buenos Aires, para la construcción del puente.
- 1982: después de varios estudios hechos con respecto a la obra, fue firmado el contrato, con un gran número de técnicos y autoridades de Brasil y Argentina.
- 1983: ceremonia de lanzamiento de la piedra fundamental del puente sobre el río Iguazú, realizada por los exdictadores João Baptista de Oliveira Figueiredo (de Brasil) y Reynaldo Bignone (de Argentina). En la misma fecha fue expedida una orden de servicio de construcción del puente, por un consorcio de empresas.
- 1985 (29 de noviembre): inauguración del puente Tancredo Neves, por los presidentes José Sarney (de Brasil) y Raúl Alfonsín (de Argentina).